# Constitution algérienne de 1989
Constitution révisée de 1989
Lire en ligne

Université de Perpignan : Traduction de la Constitution de 1989 ;
 Site de la présidence de la République : (ar) Texte original de la Constitution

Constitution de 1976 Constitution de 1996
La Constitution de l'Algérie de 1989 a été adoptée par référendum le 23 février 1989 après les événements du 5 octobre 1988, à 73,43 % de « oui » avec un participation électorale s'élevant à 78,98 %.
À l'époque, le président Chadli Bendjedid annonce la révision constitutionnelle dès la mi-janvier 1989.
Elle fait suite à la Constitution de 1976 dont elle est une révision constitutionnelle.

## Contenu du nouveau texte constitutionnel
Le nouveau texte constitutionnel algérien tout juste adopté ne fait désormais plus référence à la charte de 1986 ni au socialisme, ce qui est une grande première dans l'histoire du pays, marqué par une tradition et une affiliation de longue date à la doctrine socialiste.
La « Constitution reconnaît le multipartisme », consacrant constitutionnellement le multipartisme, instauré progressivement dès 1988, à travers « l'ouverture aux sensibilités » du Front de libération nationale (Algérie) (FLN) dès la réforme constitutionnelle du 3 novembre 1988 et le sixième congrès du parti des 27 et 28 novembre 1988.
La Constitution consacre la séparation entre les organes de l'État et le parti unique algérien au pouvoir depuis la fin de la guerre d'indépendance en 1962 qu'est le FLN, mettant ainsi fin à la relation historique parti-État. En effet, le principe du « gouvernement par le parti » constamment réaffirmé depuis le premier congrès du FLN en 1962 est effacé du texte constitutionnel.
L'avancée institutionnelle et politique majeure du nouveau texte constitutionnel est l'instauration du pluralisme dans le pays. Ainsi, l'article 40 reconnait la possibilité de participer à la création d'Associations à Caractère Politique (ACP), qui est une catégorie juridique pleinement neuve. L’appellation ACP permet de ne pas déroger au principe de « sensibilités », consacré lors de la première réforme du FLN, mais aussi de montrer qu'il s'agit d'initiatives civiles et démocratiques (des associations citoyennes), les rendant ainsi légitimes, et qui pourront plus tard être pleinement actrices du multipartisme. Cette dénomination permet de laisser un certain flou quant à la nature de ces associations politiques, sans les qualifier de parti, ce qui n'est pas négligeable, dans un contexte de transition démocratique progressive qui s'opère en Algérie et de remise en cause de l'hégémonie historique du parti unique, le FLN.
De plus, le rôle de l'armée nationale populaire est déconstitutionnalisé. Avec la réforme constitutionnelle de 1989, cette dernière a désormais pour unique mission la « sauvegarde de la souveraineté nationale » et la « défense de l'intégrité territoriale du pays », contrastant ainsi grandement avec son précédent rôle d'« instrument de la révolution (qui) participe au développement du pays et à l'édification du socialisme » (Constitution de 1976). En effet, dans les années 1960-1970, l'armée a notamment été chargée des grands travaux réalisés en Algérie, tels que : la construction de routes, d'usine, d'hôpitaux, l'édification des villages de la « révolution agraire » ou encore du barrage vert de la route transsaharienne. Les militaires étaient également responsables de campagnes d'alphabétisation ou responsables de la gestion d'entreprises industrielles et coopératives agricoles. Ils participaient aux congrès du FLN, aux commissions de sélection des candidats lors des différentes élections et étaient également membres du comité central, du bureau politique.
La constitution de 1989 garantissait les droits fondamentaux des citoyens (liberté d'expression, d’opinion, d'association, liberté religieuse, liberté de la presse). Elle instaurait un régime parlementaire avec un parlement monocaméral, l'Assemblée populaire nationale. La constitution reconnaissait l'indépendance du pouvoir judiciaire (cour suprême, conseil supérieur de la magistrature) et la propriété privée.

## La naissance du pluralisme partisan
La consécration constitutionnelle du pluralisme partisan conduit à l'adoption de deux lois : la première sur les ACP et la seconde qui est une loi électorale mettant fin au monopole politique du FLN. La loi du 5 juillet 1989 sur les ACP détaille leurs objectifs. Elles visent à « regrouper des citoyens algériens qui, autour d'un programme politique et dans un but non lucratif, œuvrent à participer à la vie politique par des moyens démocratiques et pacifiques » (article 2 de la loi). Désormais, les candidats aux différents échelons électoraux algériens (Assemblées populaires communales - Assemblées populaires de wilaya et Assemblée populaire nationale) devront être agréés par une ou plusieurs des ACP. Enfin, les aides de l'État seront attribuées aux ACP « proportionnellement au nombre de députés ».
Ces deux textes législatifs conduisent à la création de deux partis politiques en février 1989 : le front islamique du salut (FIS) et le Rassemblement pour la culture et la démocratie (RDC).
Par ailleurs, dès le 6 septembre 1989, le Parti social-démocrate (Algérie) (PSD), le Front islamique du salut (FIS), le Parti de l'avant-garde socialiste (PAGS), le Parti national pour la solidarité et le développement (PNSD) et le Rassemblement pour la culture et la démocratie rassemblement pour la culture et la démocratie (RCD) sont les premières formations partisans agréés par le ministère de l'Intérieur.

## La rédaction du texte constitutionnel
Les rédacteurs du projet constitutionnel sont : le secrétaire général de la présidence de la République Mouloud Hamrouche, lequel est épaulé par Ghazi Hidouci, Salah Benkahla, M'Hamed Boukhobza et Mohamed Salah Mohammedi. Tous ont reçu une éducation de qualité et sont diplômés en droit, en économie, en sociologie ou encore en science politique. Ils ont tous acquis des compétences juridiques au cours de leur carrière professionnelle.
Dans les années 1960, ils travaillent tous au sein de l'administration, qu'il s'agisse de la présidence de la République, du ministère au Plan et/ou du secrétariat général du gouvernement. Ayant tous une grande expérience de la réforme en politique, cette équipe informelle semble ainsi particulièrement compétente et légitime à rédiger le nouveau texte constitutionnel. De plus, aucun de ces hommes n'a fait carrière au sein du parti unique qu'est le FLN.
En outre, un juriste particulièrement qualifié et renommé, Mohammed Bedjaoui, membre de la cour de justice de La Haye considéré comme étant un « constitutionnaliste-ressourciste », déjà contributeur de la rédaction des Constitutions en 1963 et 1976 et de la révision constitutionnelle de novembre 1988, contribue grandement à l'élaboration du texte.
Le soutien inconditionnel du président Chadli à cette équipe rédactrice bien huilée n'est pas négligeable et leur permet ainsi de mettre en œuvre plus facilement les réformes politiques.

## Promulgation de la Constitution
La Constitution est rédigée en moins d'un mois, à partir de la fin décembre 1988 et officiellement publiée le 5 février 1989.
Le président joue la légitimité populaire contre le FLN. En effet, il déroge à la procédure de l'article 192 de la Constitution de 1976, qui prévoit que seul le Président peut présenter un projet de révision constitutionnelle, lequel doit être adopté la majorité des ⅔ par l'Assemblée nationale. Il passe par la procédure de modification d'une Constitution déjà existante, et pas celle de l'adoption d'un nouveau texte constitutionnel.

## Compléments
Le président Chadli ne souhaite pas que cette réforme soit considérée comme étant une réponse aux émeutes d'octobre. Ainsi, il s'attache à inscrire cette réforme constitutionnelle dans la continuité de ce qui avait été amorcé, notamment en termes de réformes économiques, dès 1986 en Algérie.
Ainsi, la transition démocratique algérienne de 1989 résulte d'une volonté institutionnelle forte et de l'implication des dirigeants politiques et de l'élite bureaucratique. Elle n'est pas simplement le fruit des mouvements de la rue, à savoir les émeutes d'octobre 1988.